# Miomelon
Miomelon là một chi ốc biển, là động vật thân mềm chân bụng sống ở biển trong họ Volutidae.

## Các loài
Các loài thuộc chi Miomelon bao gồm:
- Miomelon alarconi Stuardo & Villas, 1974[2]
- Miomelon eltanini Dell, 1990[3]
- Miomelon philippiana (Dall, 1890)[4]
- Miomelon turnerae Dell, 1990[5]